# Frank Kubiak

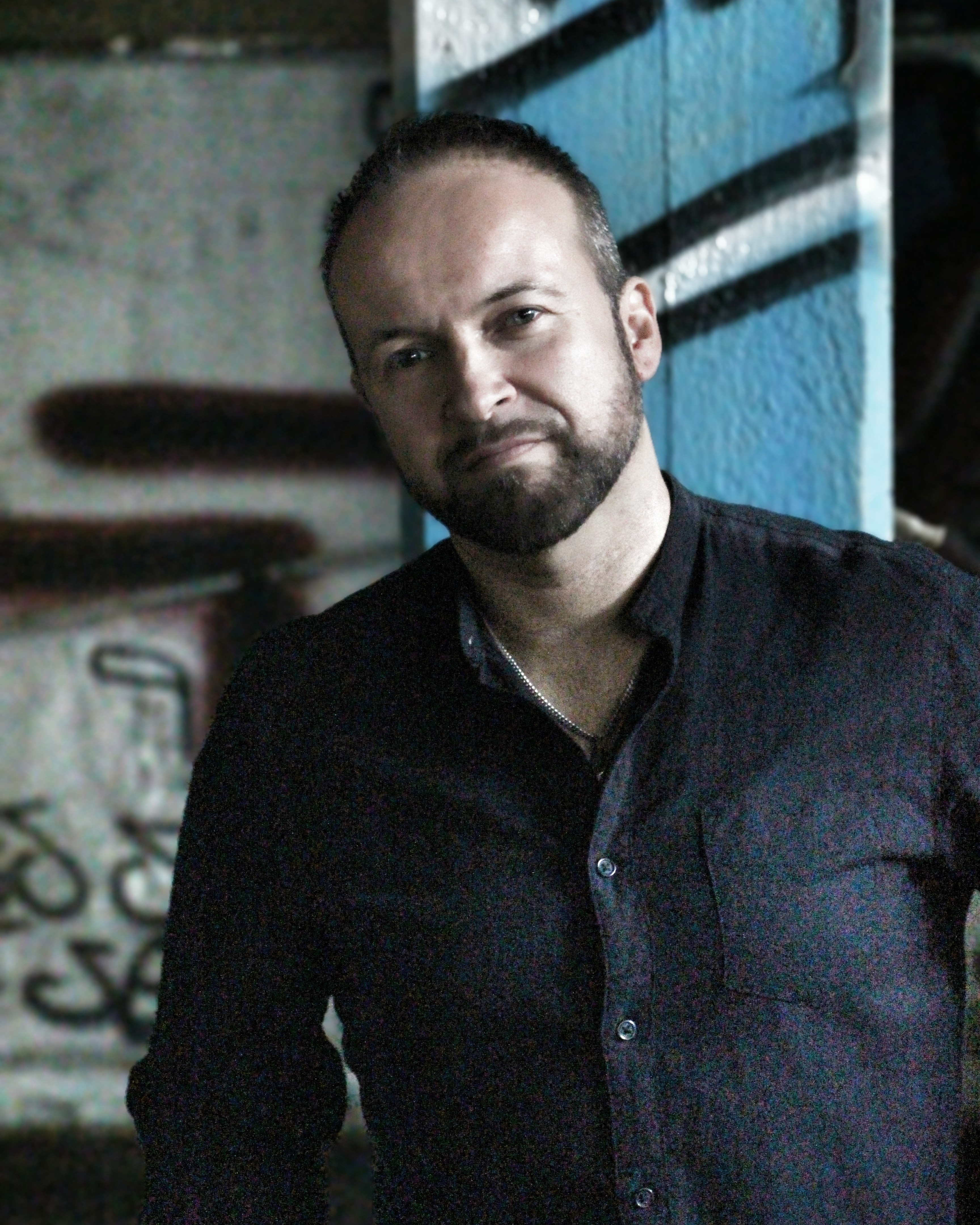
Frank Kubiak (2022)

Frank Kubiak (* 18. August 1975 in Lünen) ist ein deutscher Schauspieler, DJ, Drehbuchautor und Diplom-Psychologe.

## Leben
Frank Kubiak machte sein Abitur am Lüner Freiherr-von-Stein-Gymnasium. Zunächst eingeschrieben für Medizin, studierte er klinische Psychologie und Sportpsychologie in Bochum und absolvierte vier verschiedene Coaching-Ausbildungen. Er nahm zwei Jahre privaten Schauspielunterricht bei Stefan Franz in Köln und besuchte die Theaterschule Frankfurt, wo er im Rahmen einer Jahresausbildung die Sanford-Meisner-Schauspielmethode bei Hendrik Martz erlernte. Er wurde bekannt durch seine Rolle als Chef der Rettungswache „Ingo Niermann“, die er fünf Jahre in der RTL2-Soap „Köln 50667“ spielte, und stand für weitere Fernseh- und Kinoproduktionen vor der Kamera. Seit 1997 ist er als DJ „Franky-K-Rockz“ und Moderator auf verschiedenen Events im Einsatz und modelte im Jahr 2000 für das Modeunternehmen Peek & Cloppenburg.

## Filmografie

### Fernsehen
- 2017–2021: Köln 50667 (RTL II)
- 2019: Lindenstraße (ARD)
- 2018: Die Familienhelfer (SAT 1)
- 2016: Klinik am Südring (SAT 1)
- 2016: Auf Streife – Die Spezialisten (SAT 1)
- 2006: Niedrig und Kuhnt – Kommissare ermitteln (SAT 1)
- 2003: Verbotene Liebe (ARD)
- 2002: Unter uns (RTL)

### Kino
- 2022: Sein letzter Deal – Essen Shorts (Lichtburg Essen)

### Kurzfilme
- 2023: DOG – Freundschaft schlägt zu[7]
- 2022: Mauersegler fliegen weit
- 2022: Heiße Nacht